# Viville
Viville korábbi község Franciaországban, Charente megyében. Lakosainak száma 103 fő (2018. január 1.). Viville Malaville, Nonaville, Saint-Médard és Touzac községekkel határos.
2017. január 1-jén négy másik korábbi községgel egyesült és az így létrejött Bellevigne új község része lett.

## Népesség
A település népessége az elmúlt években az alábbi módon változott:
| Lakosok száma | 122  | 125  | 140  | 139  | 140  | 125  | 122  | 113  | 108  | 103  |
|               | 1968 | 1975 | 1982 | 1990 | 1999 | 2011 | 2013 | 2015 | 2017 | 2018 |